# Крекінг-установки в Шоколейт-Байу (INEOS)

Крекінг-установки в Шоколейт-Байу (INEOS) — підприємство нафтохімічної промисловості в Техасі, яке належить британській хімічній компанії INEOS (започаткована в 1990-х через викуп частини європейського хімічного бізнесу корпорації BP).
З 1967 року за три десятки кілометрів на південь від Х'юстона діяло хімічне виробництво компанії AMOCO — комплекс Шоколейт-Байу (отримав назву від річечки, яка впадає у Шоколейт-Бей — частину бухти Вест-Бей затоки Галверстон). Зокрема, в 1975-му та 1977-му з метою виробництва олефінів (передусім етилену) на площадці спорудили дві установки парового крекінгу (піролізу) вуглеводневої сировини. В 1997-му AMOCO об'єдналось з British Petroleum, а за кілька років, у 2005-му, нова корпорація продала свої виробництва олефінів компанії INEOS.
Станом на середину 1990-х крекінг-установки комплексу мали загальну потужність по етилену 1451 тисяча тонн на рік та були розраховані на використання змішаної сировини — майже рівні частки етану (36 %) та пропану (40 %) з додаванням газового бензину (24 %). В 2005-му їх загальну потужність довели до 1775 тисяч тонн етилену (955 та 820 тисяч тонн для установок Olefins 1 та Olefins 2 відповідно), крім того, піроліз більш важкої ніж етан сировини дозволяв отримувати 400 тисяч тонн пропілену та 100 тисяч тонн бутадієну (важливий компонент для виробництва синтетичного каучуку).
Поява на початку 2010-х внаслідок «сланцевої революції» додаткових обсягів етану у регіоні Мексиканської затоки призвела до модернізації виробництва з метою збільшення використання цієї сировини. В результаті станом на 2015 рік склад сировинної суміші для установок INEOS в Шоколейт-Байу становив становив 50 % етану, 35 % пропану та 15 % газового бензину. Можливо відзначити, що при таких змінах зменшується вихід важких продуктів, зокрема бутадієну.
Варто відзначити, що станом на 2019 рік на майданчику в Шоколейт-Байу ведеться спорудження заводу альфа-олефінів, котрий споживатиме етилен як сировину. Також планується створити тут інше похідне виробництво оксиду етилена потужністю 520 тисяч тонн.